# Giovanni Battista Arista
Giovanni Battista Arista-Vigo (Palermo, 2 aprile 1862 – Acireale, 27 settembre 1920) è stato un vescovo cattolico italiano, membro della Confederazione dell'oratorio di San Filippo Neri e dichiarato venerabile da papa Benedetto XVI.

## Biografia
Arista nacque a Palermo da Domenico e Francesca Vigo, quest'ultima discendente di una nobile famiglia da cui provenivano anche Leonardo Vigo Calanna, Leonardo Vigo Fuccio e Salvatore Vigo Platania. Si trasferì ad Acireale ad otto mesi. Nella cittadina acese intraprese gli studi presso l'istituto San Michele, gestito dalla Confederazione dell'oratorio di San Filippo Neri. Entrato in contatto con i filippini proseguì gli studi in seminario e continuò a svolgere il proprio servizio presso l'oratorio degli stessi padri di Acireale. Nel 1904 venne nominato vicario dall'allora vescovo Gerlando Maria Genuardi e nel 1907 ne divenne successore presso la diocesi di Acireale.
Fu il secondo vescovo della giovane diocesi, incarico che mantenne sino alla morte.
Il 1º giugno 2007 papa Benedetto XVI lo ha proclamato venerabile.

## Eredità spirituale
La diocesi di Acireale, col fine di diffondere le opere del vescovo, ha edito per le Edizioni Oratoriane Acireale la collana "Le Tre Spighe", che prende il nome dal suo stemma episcopale.

## Genealogia episcopale e successione apostolica
La genealogia episcopale è:
- Cardinale Scipione Rebiba
- Cardinale Giulio Antonio Santori
- Cardinale Girolamo Bernerio, O.P.
- Arcivescovo Galeazzo Sanvitale
- Cardinale Ludovico Ludovisi
- Cardinale Luigi Caetani
- Cardinale Ulderico Carpegna
- Cardinale Paluzzo Paluzzi Altieri degli Albertoni
- Papa Benedetto XIII
- Papa Benedetto XIV
- Cardinale Enrico Enriquez
- Arcivescovo Manuel Quintano Bonifaz
- Cardinale Buenaventura Córdoba Espinosa de la Cerda
- Cardinale Giuseppe Maria Doria Pamphilj
- Papa Pio VIII
- Papa Pio IX
- Vescovo Gerlando Maria Genuardi
- Vescovo Giovanni Battista Arista, C.O.

La successione apostolica è:
- Vescovo Salvatore Bella (1909)
- Vescovo Giovanni Pulvirenti (1911)
- Arcivescovo Carmelo Patanè (1918)